# Flavio Maneo
Flavio Maneo (Padova, 9 giugno 1922 – ...) è stato un calciatore italiano, di ruolo difensore.

## Carriera
Debutta in Serie B con il Padova nel 1941-1942, disputando con i veneti 5 partite nell'arco di due stagioni.
Nel dopoguerra passa al Brindisi con cui gioca per altri due anni in Serie B totalizzando 65 presenze e 5 gol.
Dopo la retrocessione in Serie C avvenuta nel 1948, gioca per altri tre anni con i pugliesi. Nel 1953-1954 vince il campionato di Promozione campano con la Torrese.

## Palmarès

### Club

#### Competizioni regionali
- Promozione: 1

Torrese: 1953-1954